# لاخه زوالووه
زوالو (به هلندی: Lage Zwaluwe) یک منطقهٔ مسکونی در هلند است که در دریملن واقع شده‌است. زوالو ۴٬۱۹۳ نفر جمعیت دارد.